# Google Finance
Google Finance (Google Finanza) è un sito web incentrato sulle notizie economiche e sulle informazioni finanziarie ospitate da  Google.

## Storia
Google Finance è stato lanciato per la prima volta da Google il 21 marzo 2006. Il servizio presentava titoli di aziende e imprese per molte società, comprese le loro decisioni finanziarie e gli eventi di notizie più importanti. Erano disponibili informazioni sulle azioni, così come i grafici dei prezzi delle azioni basati su Adobe Flash che contenevano marchi per i principali eventi di notizie e azioni aziendali. Il sito ha anche aggregato gli articoli di Google News e Google Blog Search su ogni società, anche se i link non sono stati esaminati e spesso ritenuti inaffidabili.
Google ha lanciato una versione rinnovata del proprio sito finanziario il 12 dicembre 2006, con un nuovo design per la homepage che consente agli utenti di visualizzare le informazioni valutarie, le prestazioni del settore per il mercato degli Stati Uniti e un elenco dei principali traslochi del mercato insieme alle notizie rilevanti e importanti del giorno. È stata aggiunta anche una sezione dei migliori motori, basata sulla popolarità determinata da Google Trends. L'aggiornamento includeva anche grafici contenenti fino a 40 anni di dati per gli Stati Uniti e opzioni di portfolio più ricche. Un altro aggiornamento ha portato aggiornamenti ticker in tempo reale per le azioni sul sito, poiché sia NASDAQ che La Borsa di New York hanno collaborato con Google nel giugno 2008. Google ha aggiunto la pubblicità alla sua pagina delle finanze il 18 novembre 2008. Tuttavia, dal 2008, non ha subito alcun aggiornamento importante e il Blog di Google Finance è stato chiuso ad agosto 2012.
Il 22 settembre 2017, Google ha confermato che il sito Web era in fase di ristrutturazione e che le funzionalità del portfolio non sarebbero state disponibili dopo la metà di novembre 2017.
All'inizio del 2018, un avviso sul sito web annunciò che il sito web era stato rinnovato. L'avviso diceva che la caratteristica del portafoglio doveva essere rimossa e ha avvisato che le azioni della vecchia funzionalità del portfolio sarebbero state migrate al nuovo sito Web, e ha dato anche l'opzione per gli utenti di scaricare il portfolio come file CSV.